# 西尾素己
西尾 素己（にしお もとき、1996年 - ）は、日本のサイバーセキュリティ専門家、ホワイトハットハッカー。多摩大学ルール形成戦略研究所客員教授。大阪府八尾市出身。

## 経歴

### 幼少期
実家は八尾市にある鉄工所。金属加工の職人の息子として誕生した。
7から9歳ぐらいの時に、プログラマーだった母方の叔父からパソコンをプレゼントされITに興味を持つ。
10歳の時に、叔父に相談しプログラミング言語のひとつC++の専門書を買い、本1冊とネットサーフィンによる独学でプログラミングを学び始める。
そして自分で作ったプログラムのエラーの修正方法をネットで調べる内に、ハッカーやハッキングの存在を知る。さらにバッファオーバーフローと呼ばれる脆弱性でソフトウェア作者の意図しない挙動を起こせることを見つける。
小学6年生の時にホワイトハット（企業の脆弱性を見つけ、それを悪用するのではなく報告する正義のハッカー）として活動を開始。ブラックハットではなくホワイトを選んだ理由は「ハッカーとして攻撃するよりも、ホワイトハッカーとして守る方が難しく、やりがいがあると感じました」と語っている。
ダークウェブという言葉がまだできる前に、有志が世界中に建てたサーバーコミュニティで、著名なホワイトハットとの「模擬戦」を通じてサイバーセキュリティ技術を学ぶ。
14歳の時に、ドイツベルリンを拠点とする老舗ハッカー集団Chaos Computer Club e. V.に加入。年間200件ほどの脆弱性を発見した。
また、日本はさほどハッキングやセキュリティのコミュニティが活発ではなく、海外のサイトを見たりコミュニケーションを取るために、英語の他、ロシア語、ドイツ語、韓国語、中国語なども独学で学んだ。
家業を継ぐつもりで舞鶴工業高等専門学校に入学。
2013年、高専2年生（16歳）の時に、実家の業績が悪化し就職するために学校を中退する。このため学歴が重要視される日本において中卒という最終学歴になった。しかし「中卒は原動力。無一文、無資格からスタートしたので、どこまで行ってもプラスの上積みなんです」と語っている。

### キャリア
16歳で就職活動を始め、冠婚葬祭のウェブサービスを展開する大阪のベンチャー企業にプログラマーとして就職する。
2014年末、上京してセキュリティベンダーのFFRIに転職。
2015年、19歳の時に東京西新宿で行われた専門家による情報セキュリティ国際会議「CODE BLUE2015」に最年少（学生枠は除く）として登壇。iOSに存在する未知の脆弱性、および世界初となる外部ガジェットによるiOSマルウェアの検知する手法を発表した。
2016年2月、IT企業ヤフーで、CISO（最高情報セキュリティ責任者）を補佐として社内セキュリティ人材の育成に携わり、のべ参加1000人超のホワイトハットを育てた。
2016年11月、20歳の時にデロイトトーマツコンサルティングにシニアコンサルタントとして入社。1・2年ほどで転職する｢転職エージェント」をフル活用した。入社9カ月後に21歳でマネジャーに昇格した。同社の最年少記録だった。
2016年11月、セキュリティカンファレンスに論文を寄稿したり、自社企業でのセキュリティ改革だけでは業界全体を変えることはできないと考え、より大きなところからこの世界を変えていける業界に飛び込むために、世界4大会計事務所の一つアーンスト・アンド・ヤング アドバイザリー・アンド・コンサルティング(EY AAC)に転職。Head of Cyber Security Strategyを務める。
同年、多摩大学ルール形成戦略研究所・所長の國分との出会いがあり、客員研究員として着任。アメリカ国立標準技術研究所(NIST)のサイバーセキュリティを扱うITL（情報技術研究所）が定めるセキュリティ基準の啓蒙に努めている。
2017年8月、21歳の時に経営コンサルティング会社デロイトトーマツコンサルティングの社内カンパニーの一つデロイト エクスポネンシャルのマネジャーとなる。
2017年、シンクタンクのパシフィックフォーラム CSISにサイバーセキュリティの視点から国際動向を分析するヤングリーダーとし着任。政府機関や大企業にセキュリティアドバイザリーとして提言を行っている。